# Comtat d'Horn
El Comtat d'Horn (o Hornes, Horne, Hoorne) fou una jurisdicció feudal del Sacre Imperi Romanogermànic que es va formar a l'antic pagus de Maasgau a la part nord del comtat de Loon (Looz), i va existir com entitat immediata des del segle XII fins al 1568 quan fou agregada al principat-bisbat de Lieja on formava la part septentrional dels dominis. Estava format per un petit territori a l'entorn del castell de Horn i el poble de Horn, a la moderna comuna holandesa de Leudal, a pocs quilòmetres a l'oest de Ruremonde que pertanyia al comtat després ducat de Gueldre, i al sud de Kessel que era una altra senyoria. La capital era Weert. Els seus senyors descendien segons Wolters dels comtes de Loon però es desconeixen les fonts en què es va basar i les que cita no són considerades acurades. Vers 1435 va adquirir el rang de comtat.

## Senyors d'Horn (920-1433)
- Engelbert vers 1150-1170
- Enric vers 1170-1196
- Gerard I vers 1196-1220
- Guillem I vers 1220-1237/1241 (fill)
- Guillem II 1237/1241-1264 (fill)
- Guillem III 1264-1304 (+ a la batalla de Zierickzee) (fill)
- Guillem IV 1304-? (era viu el 1299, després no se sap si va arribar a 1304 (fill)
- Gerard II, vers 1304-1333 (fill)
- Guillem V 1333-1343 (fill)
- Gerard III 1343 (+ a la batalla de Staveren el 26 de setembre de 1343) (fill)
- Guillem VI 1343-? (germà)
- Guillem VII ?-1415 (+ a la batalla d'Azincourt el 25 d'octubre de 1415)
- Guillem VIII 1415-1433

## Comtes d'Horn (1433-1568)
- Jacob I 1433-1488
- Jacob II 1488-1530
- Jacob III vers 1530-1531
- Joan vers 1531-1540
- Felipa de Montmorency 1540-1568[1]

## Comtes d'Horn (des de 1795)
Aquests comtes de Horn són successors.
- Hester de Buskirk d'Horn (m. 1807)
- Josep de Buskirk d'Horn (m. 1824)
- Sara de Buskirk Spaulding d'Horn (m. 1882)
- Esrom Spaulding d'Horn (m. 1902)
- Albert Spaulding d'Horn (m. 1931)
- Verne Spaulding d'Horn (m. 1959)
- Irma Spaulding d'Horn (m. 2000)
- Marian Spaulding d'Horn (m. 2000)
- Eduard Bieniak de Grècia d'Horn (actual)

## Línia de successió
A continuació s'enumeren els principals successors elegibles a l'històric comtat de Horn com a descendents d'Eduard Bieniak i Mariona, Comtessa d'Horn.
- Eduard Bieniak, Príncep d'Horn (n. 1960)
  - (1) Dylan Jován Bieniak de Grècia d'Horn (n. 2002)
  - (2) Princesa Kara Bieniak de Grècia d'Horn (n. 1985)
    - (3) Princesa Anna Pilat (n. 2004)
    - (4) Princesa Kayla Pilat (n. 2007)
    - (5) Princesa Grace Pilat (n. 2016)

  - (6) Princesa Corey Bieniak de Grècia d'Horn (n. 1987)
    - (7) Princesa Dakota Bieniak (n. 2011)
    - (8) Princesa Destini Bieniak (n. 2011)
    - (9) Princesa Nova Nicpon-Bieniak(n. 2016)

  - (10) Príncep Kyle Bieniak de Grècia d'Horn n. 2004)
- Princesa Luann Bieniak de Grècia d'Horn (1950-2005)
- (11) Princesa Sheryl Bieniak de Grècia d'Horn, Sra Berrigan (n. 1955)